# Hellberge (Eichsfeld)
Die Hellberge sind eine Hügellandschaft im Untereichsfeld  im Landkreis Göttingen im südlichen Niedersachsen, die minimal in den Landkreis Eichsfeld im nordwestlichen Thüringen übergreift.

## Lage
Die Hügellandschaft der Hellberge liegt in Uhrzeigersinn betrachtet zwischen Gieboldehausen im Norden, Rhumspringe und Zwinge im Nordosten, Jützenbach und Brehme im Südosten und Duderstadt im Südwesten. Die nächstgelegene Großstadt Göttingen befindet sich etwa 18 Kilometer in westlicher Richtung. Über den südlichen Rand des Hügellandes verlief die ehemalige Innerdeutsche Grenze.

## Naturräumliche Zuordnung
Die Hellberge gehören zur Haupteinheit Eichsfelder Becken (Nr. 374) der Hauptgruppeneinheit Weser-Leine-Bergland (Nr. 37) und trägt die Kennziffer 374.3 b.z.w. 374.30.
Benachbarte Naturräume sind im Nordosten die Rhumeaue und dem dahinter liegenden Höhenzug des Rotenberges, im Südosten das Bischofferoder Bergland, im Süden das Ohmgebirge und im Südwesten und Westen die eigentliche Beckenlandschaft mit der Goldenen Mark. Der Übergang von der Hügellandschaft (374.30) ins Bischofferoder Bergland (374.31) verläuft dabei fließend ohne scharfe Grenze.
Die Thüringer Landesanstalt für Umwelt und Geologie benutzt eine etwas gröbere eigene, nur landesweit existierende Gliederung, innerhalb derer das in Thüringen gelegene Buntsandstein-Gebiet in der Einheit  Nordthüringer Buntsandsteinland liegt.

## Natur
Die durchgehend aus Buntsandstein bestehende Hügellandschaft wird überwiegend landwirtschaftlich genutzt, nur vereinzelte kleine Waldgebiete lockern das Landschaftsbild auf. Im südlichen Teil bildet sie eine plateauartige Landschaft, die durch zahlreiche Täler stark gegliedert wird. Im Bereich der ehemaligen Innerdeutschen Grenze hat sich eine abwechslungsreiche Flora und Fauna entwickelt und ist heute Teil des Grünen Bandes.
Die Hellberge haben Anteil an folgenden Schutzgebieten:
- LSG Untereichsfeld seit 1989
- nur einen kleinen Anteil am NSG Grenzstreifen zwischen Teistungen und Ecklingerode seit 2000
- nur einen kleinen Anteil am FFH-Gebiet Waldgebiet um Wenderhütte mit Soolbachtal und Sonnenstein

## Berge
Zu den wichtigsten Bergen und Erhebungen zählen von Nord nach Süd:
- Lohberg (228 m), südlich von Gieboldehausen, Landkreis Göttingen
- Hellberg (259 m), westlich von Rüdershausen, LK Göttingen
- Kuhhirtsberg (270 m), östlich von Obernfeld, LK Göttingen
- Wendenberg (290 m), westlich von Brochthausen, LK Göttingen
- Tettelwarte (285 m), südlich von Breitenberg, LK Göttingen
- Haselbacher Berg (310 m), westlich von Jützenbach, LK Eichsfeld
- Sulberg (226 m), nördlich von Duderstadt, LK Göttingen
- Bundsenberg (319 m), südlich von Fuhrbach, Grenzbereich der Landkreise Göttingen und Eichsfeld
- namenlos (348 m), nördlich von Brehme, LK Eichsfeld
- Fahrenberg (292 m), östlich von Ecklingerode, LK Eichsfeld

Die am südlichsten gelegenen Berge sind als Ausläufer des Ohmgebirges bzw. des Bischofferoder Berglandes anzusehen.

## Gewässer
Das Hügelland wird eingegrenzt durch die Flusssysteme der Rhume und Eller im Nordosten und der Hahle und Brehme im Westen und Südwesten. Es ist Quellgebiet zahlreicher kleiner Zuflüsse, die das Hügelland mit ihren Tälern stark gliedern (Hellbach, Betzelföhrbeek, Sulbig, Soolbach, Rahmkebach, Ibengraben).

## Touristik
Die Hügellandschaft ist durch zahlreiche Wander- und Radwege erschlossen. Von einigen Bergkuppen (Tettelwarte, Wendenberg, Sulbergswarte) ergeben sich weite Aussichten über das Untereichsfeld bis zum Göttinger Wald und über den Rotenberg bis zum Harz.  Zu den Sehenswürdigkeiten zählen:
- Heinz-Sielmann Natur-Erlebniszentrum Gut Herbigshagen bei Duderstadt
- Paterhof bei Fuhrbach
- Skulptur Frau mit Reff in Hilkerode
- Sulbergwarte nördlich von Duderstadt
- Tillyeiche auf dem Hellberg

## Bilder

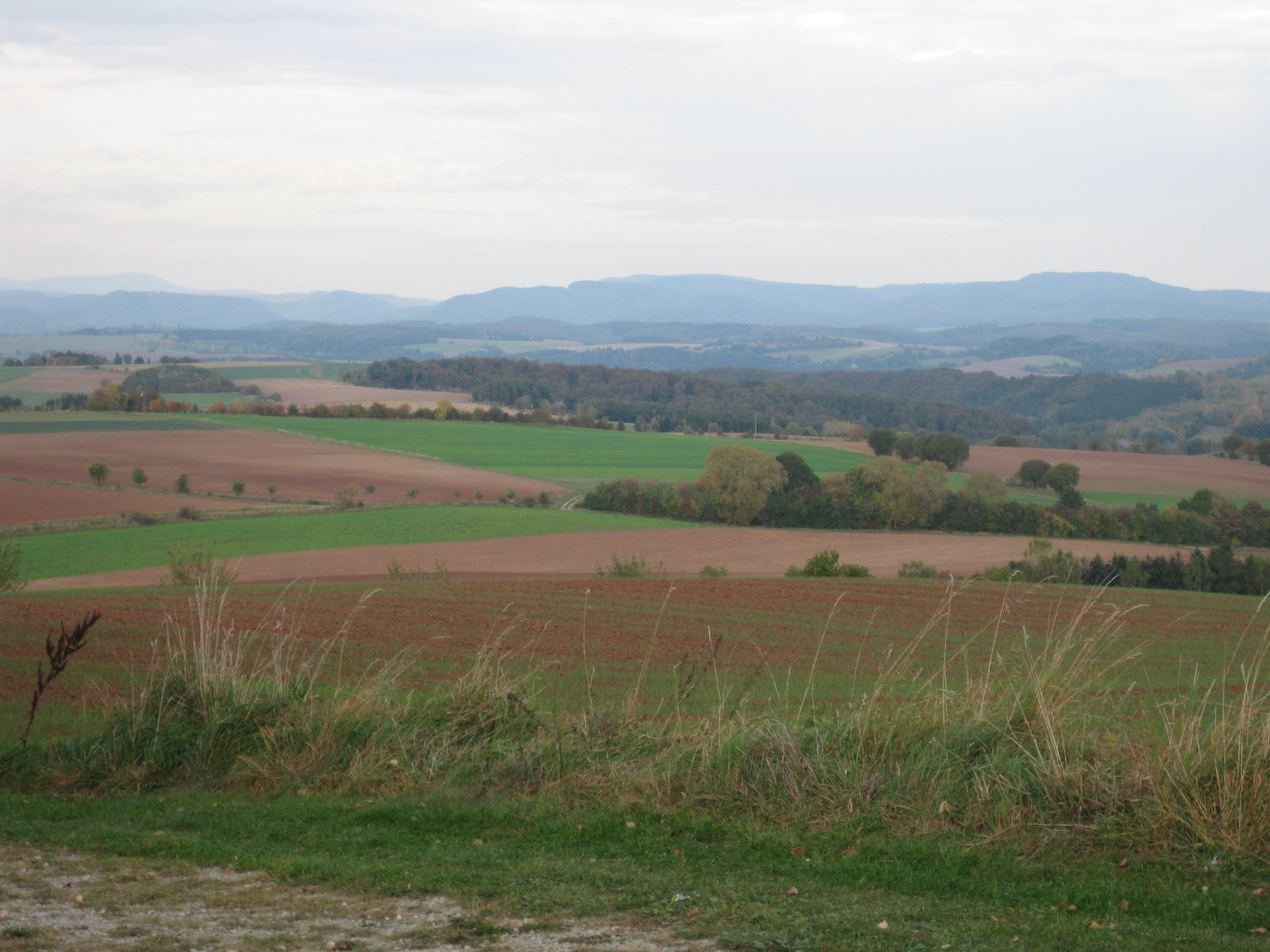
Blick von der Roten Warte über die Hügellandschaft bis zum Rotenberg und zum Harz
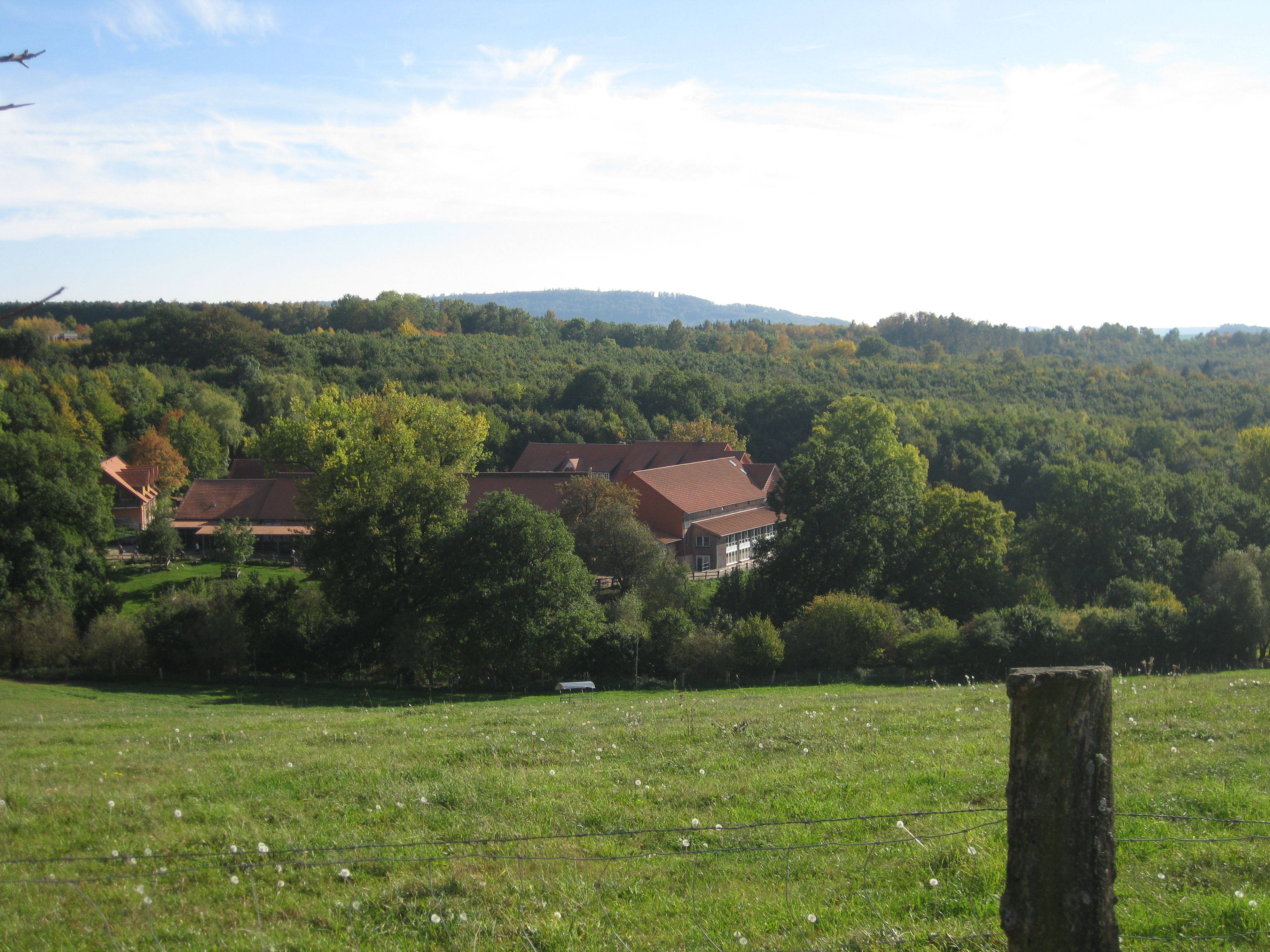
Blick über das Gut Herbigshagen in Richtung Bundsenberg
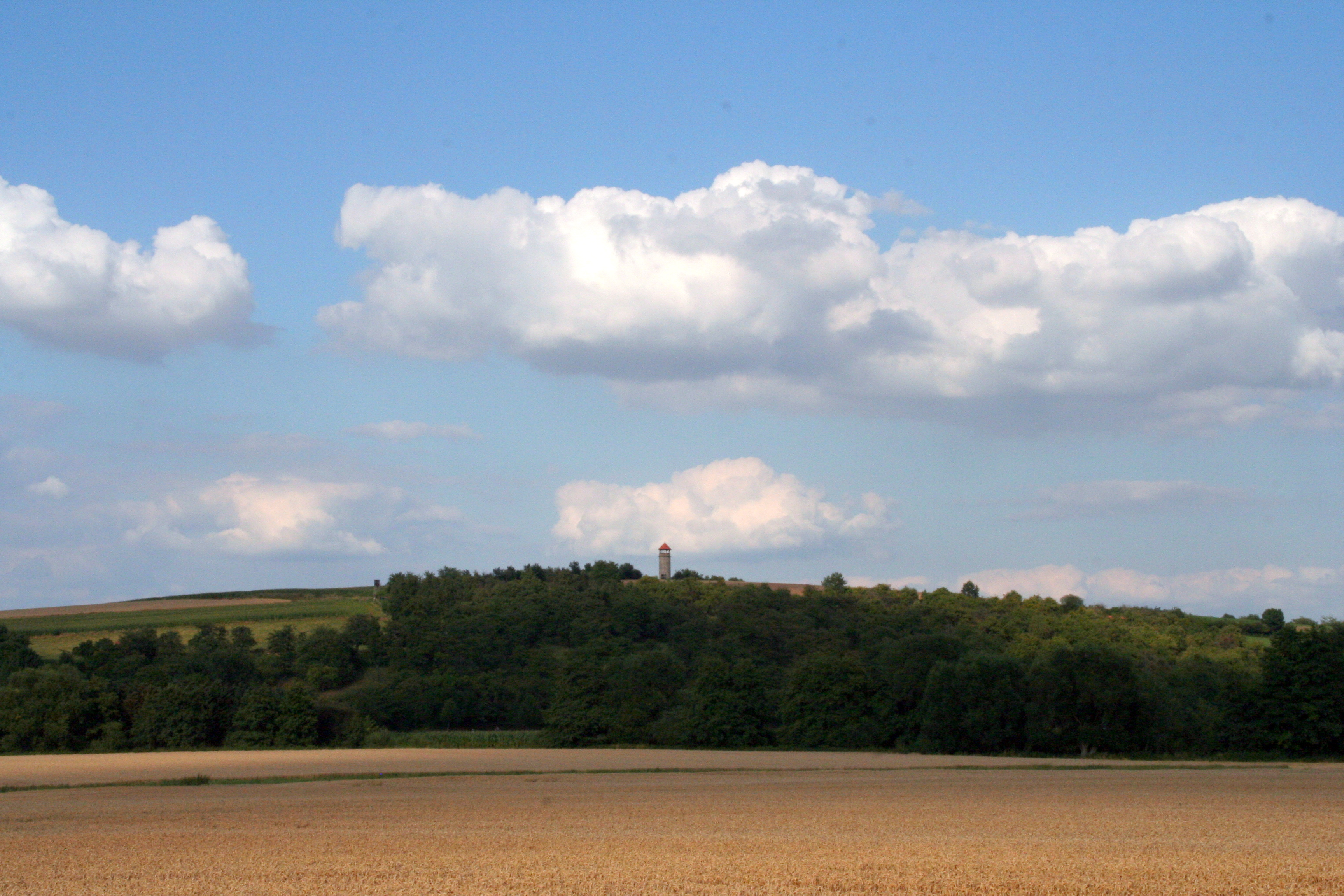
Sulberg mit Sulbergwarte